# El patrañuelo
El patrañuelo o Primera parte de las patrañas de Joan Timoneda en que se tratan admirables cuentos, graciosas marañas y delicadas invinciones para saber contar el sabio y discreto relatador agora nuevamente compuesto es una colección de 22 novelas escrita por Juan Timoneda en castellano y publicada en Valencia por Juan Mey en 1567. En ese siglo aún se hicieron tres reimpresiones más: Alcalá de Henares, 1576; Barcelona, 1578 y Bilbao, 1580. 
Sus otros libros, El Buen aviso portacuentos, 1564, y Sobremesa y Alivio de Caminantes, 1569, también son colecciones de historias cortas, pero de menor desarrollo narrativo: más bien son anécdotas literariamente descarnadas que van directamente a la gracia que contienen, aunque algunas, por excepción, se detengan un poco más en la forma. 
Con El patrañuelo se esmeró más en el argumento, aunque el estilo es deliberadamente sencillo, espontáneo y coloquial, muy propio del Renacimiento. Cada "patraña" o cuento va precedido de una especie de adfabulación o moraleja en verso (una redondilla) y las historias poseen un argumento más extenso y vertebrado, aunque algunas son más extensas que otras. En una inicial "Epístola al amantísimo lector" define patraña como:
Una fengida traza, tan lindamente amplificada y compuesta que parece que trae alguna apariencia de verdad. Y así, semejantes marañas las intitula mi lengua natural valenciana rondalles, y la toscana novelas, que quiere decir: "Tú, trabajador, pues no velas, yo te desvelaré  con algunos graciosos y aseados cuentos, con tal que los sepas contar como aquí van relatados para que no pierdan aquel asiento ilustre y gracia con que fueron compuestos"
No hay ninguna estructura narrativa que sirva de marco, la moral enseñada es conservadora y la intención predominante es más divertir que instruir. Ninguna es de creación original: son adaptaciones de narraciones cortas (novelle) de origen italiano en su mayor parte (Giovanni Boccaccio, Mateo Bandello, Masuccio Salernitano, Ludovico Ariosto, Sabbadino delgi Arienti, Giovanni Florentino, Cieco da Ferrara, etc.), y otras de origen latino (Gesta Romanorum, Disciplina clericalis, Giovanni da Capua, Apuleyo, etc.), contaminadas con fuentes de la literatura folklórica tradicional, que también da asunto a algunas patrañas, así como argumentos de comedias y romances. A estas narraciones las llama "patrañas" porque no existía entonces un término para la narración corta, ya que "romance" se había especializado en designar un género poético concreto. El italianismo novella sería introducido posteriormente por Miguel de Cervantes con su famosa colección Novelas ejemplares (1613).
La labor de Timoneda, como mediador literario, es muy simple: utiliza, con mayor o menor literalidad —con mayor casi siempre—, un solo modelo, sintetizando o añadiendo pequeñísimas modificaciones (nombres de personajes y lugares, alguna incrustación leve, etc.); y cuando este modelo ha sido escrito en una lengua no castellana, se vale de la traducción que tuviese más a mano. Por el lugar central que ocupa, destaca la undécima: la extensa historia de Apolonio, rey de Tiro, que ya fue asunto para un poema narrativo extenso del mester de clerecía, el Libro de Apolonio.